# 延村
延村位于中国江西省上饶市婺源县思口镇。原称“延川”。是中国历史文化名村。
延村位于思口镇与思溪村的中间。金姓占全村人口的80%。
延村拥有以下文物保护单位：
1. 第三战区副司令长官部暨二十三集团军司令部旧址，思口镇思溪村延村，含笃经堂、宝辉堂及22号、57号、31号、78号、19号（保鑑山房）、68号、64号民居，江西省文物保护单位
2. 聪听堂，清，婺源县文物保护单位